# Johann Georg Büsch

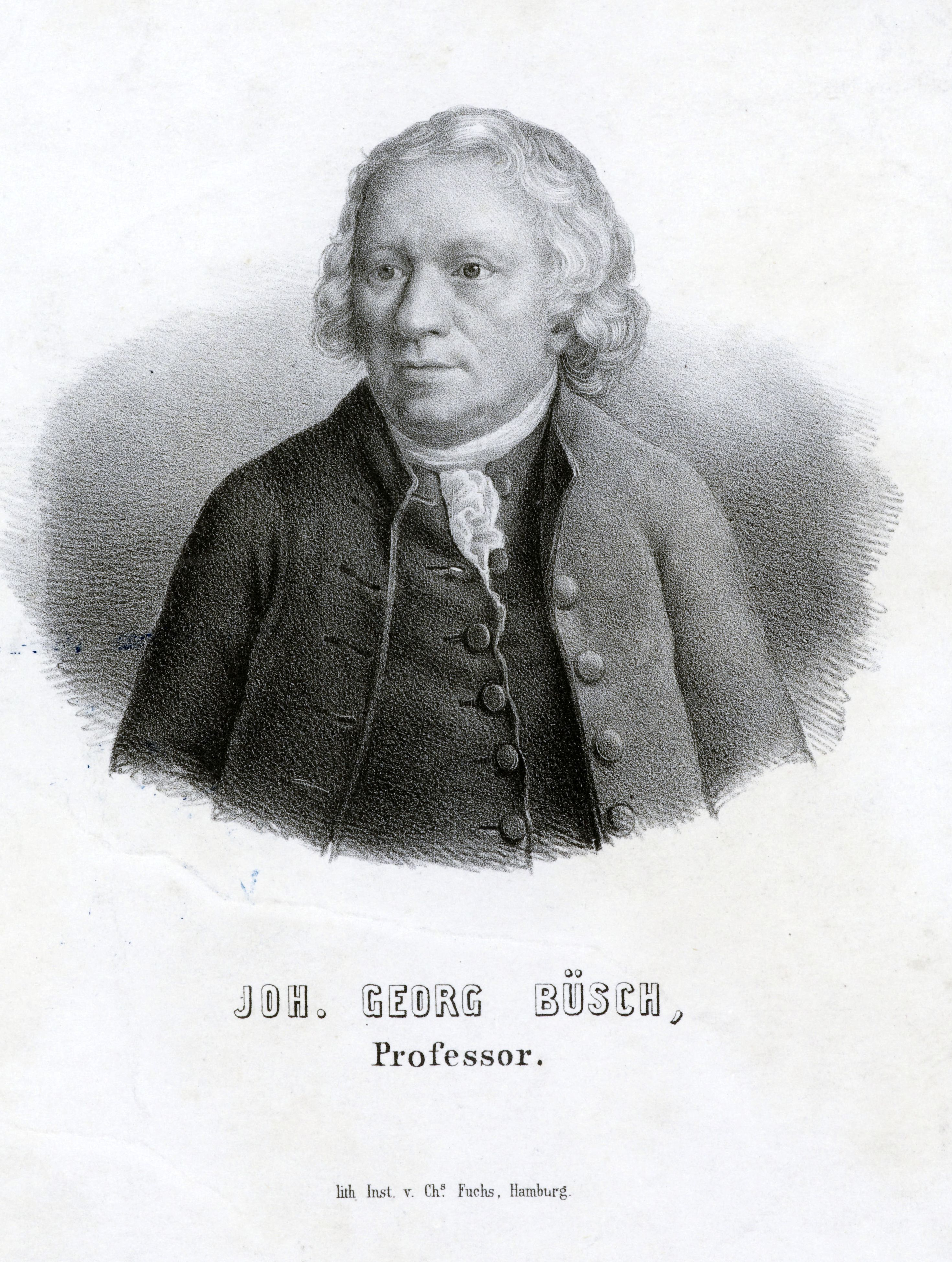
Charles Fuchs, Johann Georg Büsch, 1856, Lithographie

Johann Georg Büsch (* 3. Januar 1728 in Altenmedingen bei Lüneburg; † 5. August 1800 in Hamburg) war ein deutscher Pädagoge und Publizist.

## Leben und Werk

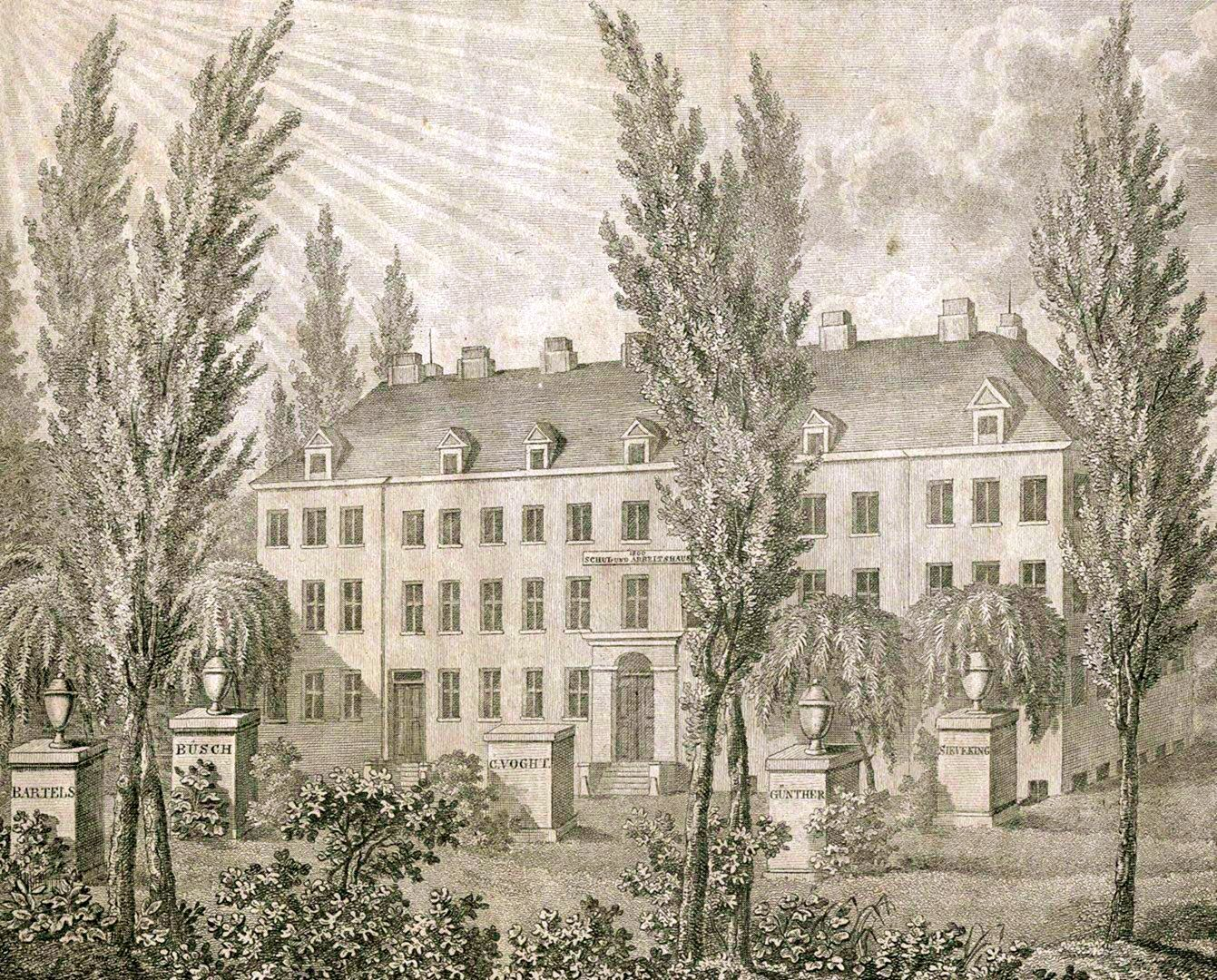
Idealisierte Ansicht des Hamburger Schul- und Arbeitshauses (1800). Im Vordergrund auf Sockeln eingraviert die Namen der bedeutenden Hamburger Sozialpädagogen: Bartels, Büsch, Voght, Günther, Sieveking (Stahlstich von L. Wolf, 1805)

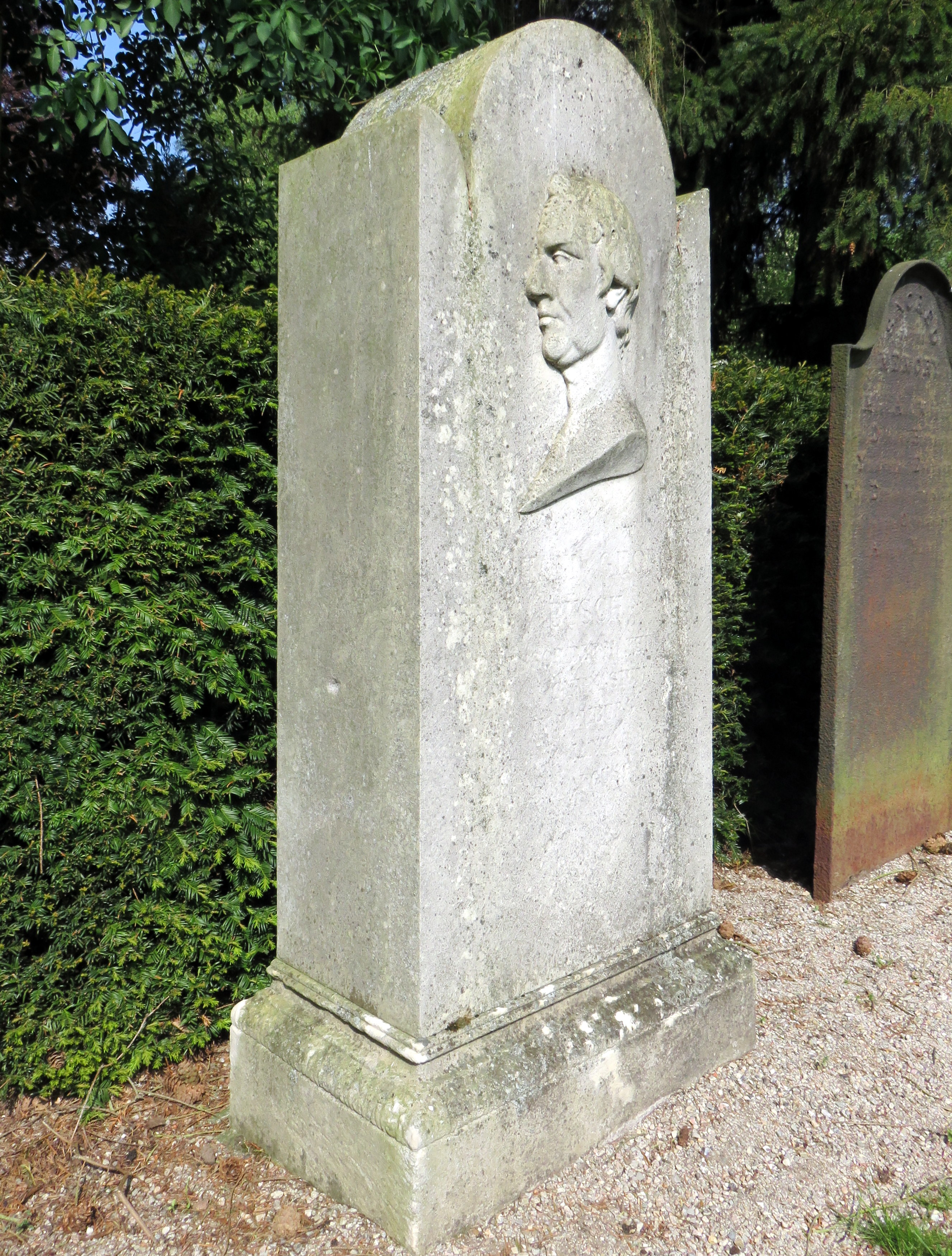
Büsch-Grabmal 1794, Heckengarten-Museum HH-Ohlsdorf

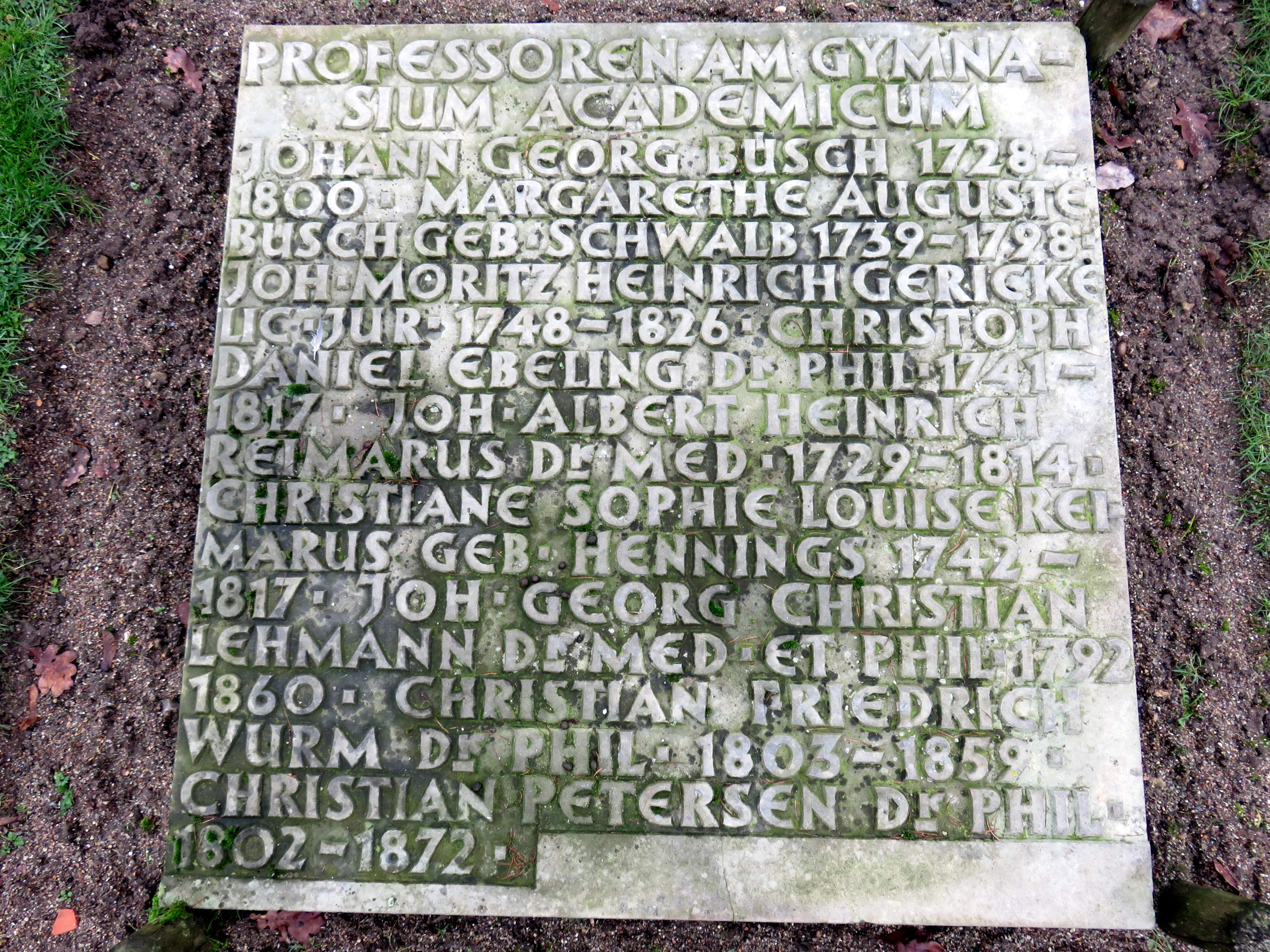
Grabmaltafel Althamburgischer Gedächtnisfriedhof Ohlsdorf

Im Alter von drei Jahren kam Büsch mit seinen Eltern nach Hamburg, wo sein Vater, Paul Christoph Büsch, eine Predigerstelle an der Hauptkirche St. Michaelis erhalten hatte. Büsch besuchte ab 1741 das Johanneum und ab 1746 das Akademische Gymnasium in Hamburg. Seine Lehrer waren Hermann Samuel Reimarus und Michael Richey. Von 1748 an studierte er in Göttingen an der Georg-August-Universität Theologie. Danach ging er als Privatlehrer zurück nach Hamburg. 1756 wurde er Lehrer für Mathematik am Akademischen Gymnasium. Diese Tätigkeit übte er bis zu seinem Tode aus.
Johann Georg Büsch übernahm 1771 die Leitung der Ende des Jahres 1767 von dem Kaufmann Friedrich Christian Wurmb gegründeten Handelsakademie, eine weit über Hamburg hinaus bekannte Privatschule zur Ausbildung des kaufmännischen Nachwuchses. Zu den bekanntesten Schülern zählten Alexander von Humboldt, Ernst-Wilhelm Arnoldi sowie Carsten Niebuhr, aber auch eine Reihe angesehener Hamburger Kaufleute (Georg Heinrich Sieveking, Johann Michael Hudtwalcker, Martin Johann Jenisch).
In zahlreichen Schriften widmete er sich verschiedenen Problemen aus dem Bereich der Wirtschaftstheorie und -praxis und gab die Hamburgischen Anzeigen von gelehrten Sachen sowie – gemeinsam mit Christoph Daniel Ebeling – die Handlungsbibliothek heraus. In seinen in Leipzig 1772 erschienenen Kleinen Schriften von Handlung benutzte er als erster in Deutschland den Begriff der „Handlungstheorie“. Darüber hinaus gehörte Büsch zu den Mitbegründern und engagiertesten Mitgliedern der „Hamburgischen Gesellschaft zur Förderung der Künste und nützlichen Gewerbe“ (Patriotische Gesellschaft). 1794 publizierte er mit Ueber den Gang meines Geistes und meiner Tähtigkeit eine detaillierte Autobiographie. Auch nachdem Büsch in den letzten Jahren seines Lebens nahezu erblindet war, arbeitete er unermüdlich bis zu seinem Tode im Jahre 1800.
Johann Georg Büsch besaß eine Bibliothek von 3200 Büchern, die sich überwiegend mit dem Thema Mathematik befassten. Sie wurde nach seinem Tode mithilfe von Spendern und dem Admiralitätskollegium für die Stadtbibliothek aufgekauft. Er besaß ebenso eine Sammlung physischer und mathematischer Instrumente, die der Sammlung Kirchhof ähnlich war.
Büsch war unter anderem mit Friedrich Gottlieb Klopstock, Christian Adolph Overbeck und Gottlob Friedrich Ernst Schönborn befreundet; er gehörte zu Klopstocks Lesegesellschaft. Er war Freimaurer in einer bisher unbekannten Loge, wohl auch Illuminat.
Johann Georg Büsch hatte 1759 Margarete Augusta Schwalb geheiratet. Aus der Ehe stammen fünf Söhne und fünf Töchter. Die Tochter Friederike Elisabeth Büsch heiratete Piter Poel. Die Tochter Wilhelmine heiratete Hieronymus Sillem. Die Söhne Karl August und Ernst wurden Kaufleute. Eine Zeitlang nahm er seinen Neffen und Patensohn Georg Justus Friedrich Noeldecke bei sich auf, so dass dieser das Johanneum besuchen konnte.
Bereits 1794 hatte Büsch eine Stele mit seinem Porträt-Relief als Grabstein gekauft. 1797 wurde seine Ehefrau bestattet; heutiger Standort Heckengarten-Freilichtmuseum auf dem Ohlsdorfer Friedhof. Die (heute unleserliche) Inschrift lautet: „ALS MENSCH EDEL - ALS LEHRER GROSS - FÜR MIT- UND NACHWELT - ZU WIRKEN - DAS WAR SEINES LEBENS - ZIEL“. 1802 errichtete die Patriotische Gesellschaft ihm zu Ehren das Büsch-Denkmal. Es befindet sich heute am Theodor-Heuss-Platz nahe dem Dammtorbahnhof. Ihm zu Ehren trägt die Büschstraße in der Hamburger Neustadt seit 1841 seinen Namen. Karl Marx zitiert Büschs Zusätze zu seiner theoretisch-praktischen Darstellung der Handlung in ihren mannigfaltigen Geschäften (Bd. 2, 1798, S. 232 f.) im dritten Band von Das Kapital.
Im Bereich des Ohlsdorfer Althamburgischen Gedächtnisfriedhofs befindet sich ein Sammelgrabmal (“Professoren am Gymnasium Academicum”) zu Ehren von Johann Georg Büsch und anderen.

## Schriften
- Hamburgische Anzeigen von gelehrten Sachen, Hamburg (seit 1759)
- Abhandlung von dem wahren Grunde des Wechselrechts sammt einem Beitrag zur Geschichte desselben, Hamburg 1770.
- Schriften über Staatswirthschaft und Handlung, 3 Bände, Hamburg 1784.
- Encyclopädie der historischen, philosophischen und mathematischen Wissenschaften, 2 Bände, 2. Auflage. Hamburg 1795 (Digitalisat Ausgabe 1775)
- Ueber die Frage: Gewinnt ein Volk in Absicht auf seine Aufklärung dabei, wenn seine Sprache zur Universal-Sprache wird?, Hamburg 1787. (Digitalisat)
- Theoretisch-Praktische Darstellung der Handlung in deren mannigfaltigen Geschäften. 2 Bände Hoffmann, Hamburg 1792 (Band 1, Band 2, jeweils Digitalisat und Volltext im Deutschen Textarchiv)
- Versuch einer Geschichte der Hamburgischen Handlung, Hamburg 1797 (Digitalisat)
- Handlungsbibliothek, 1784–1797 (zusammen mit Christoph Daniel Ebeling)
- Erfahrungen. 5 Bände. Benjamin Gottlob Hoffmann, Hamburg 1790–1802
  - Ueber den Gang meines Geistes und meiner Tähtigkeit. In: Erfahrungen. Band 4. Benjamin Gottlob Hoffmann, Hamburg 1794 (Inhaltsverzeichnis: UB Göttingen)
- Abhandlung von dem Geldumlauf in anhaltender Rücksicht auf Staatswirtschaft und Handlung. 2. verm. und verb. Aufl. 2 Bände Hamburg, Kiel 1800 (Reprint Avermann, Glashütten im Ts. 1977)
  - Erster Teil Digitalisat
  - Zweiter Teil Digitalisat
- Sämmtliche Schriften über die Handlung, 3 Bände, Hamburg 1824 (postum erschienen)
  - Band 1
  - Band 2
  - Band 8
  - Band 10
  - Band 11
  - Band 12
- Bemerkungen auf einer Reise durch einen Teil Schwedens im Jahr 1780, in Christoph Daniel Ebeling, Neue Sammlung von Reisebeschreibungen, 5. Teil, Hamburg, Carl Ernst Bohn, 1783, (online)

## Porträts
- Loeser Leo Wolf (1775–1840), Johann Georg Büsch, nach einer Vorlage von Georg Ludwig Eckhardt (1770–1794), Stich, 10,1 × 17 cm, Altona, o. D., (online, Det Kongelige Bibliotek, Kopenhagen)
- Johann Joachim Faber (1778–1846), Johann Georg Büsch mit einer Abbildung des Denkmals, nach einer Vorlage von Johann Renatus Lüderitz gestochen, o. O., o. D., Kupferstich, 44,5 × 33,5 cm. (online,  Staats- und Universitätsbibliothek Hamburg)
- Digitaler Porträtindex (online), Bildarchiv Foto Marburg
- Tripota – Trierer Porträtdatenbank